# Iglesia Cristiana Central (San Luis Potosí)
La Iglesia Cristiana Central es un edificio protestante ubicado en la Plaza de Aranzazú de la ciudad de San Luis Potosí, San Luis Potosí, México. El templo es catalogado como monumento histórico por el Instituto Nacional de Antropología e Historia (INAH) para su preservación.

## Historia
Es uno de los mejores ejemplos de la arquitectura religiosa protestante en la capital potosina. Frank S. Onderdonh con su labor pastoral en la ciudad apoyó la construcción del templo. El ingeniero Russell Cook diseñó el templo con un estilo neogótico. Se inició la construcción en 1898 y terminó dos años después. El 26 de marzo de 1900 fue dedicado el templo y abierto al culto. Destacan su torre y ventanal, considerados obras magníficas de la ciudad. Otros elementos importantes son sus muros almohadillados, el cancel de la ventana con su vitral impresionante, su puerta y su torre en aguja.
Anteriormente Cook también había diseñado otro importante templo protestante de la ciudad, la Iglesia Nacional Presbiteriana.